# Túy Linh Lung
Túy Linh Lung (tiếng Trung: 醉玲珑) là một bộ phim truyền hình Trung Quốc, với sự tham gia của các diễn viên như: Trần Vỹ Đình, Lưu Thi Thi và Từ Hải Kiều. Bộ phim được dựa trên tiểu thuyết cùng tên của Thập Tứ Dạ. Phim được phát sóng vào lúc 22h Trung Quốc tức 21h Việt Nam bất đầu từ ngày 13 tháng 7 năm 2017 gồm 56 tập.

## Nội dung
Túy lí hồng trần, đạm khán bán sinh cựu ngân.
Linh lung giải ngữ, phiên tác nhất từ tân khúc.
(Say chốn hồng trần, thờ ơ nửa mắt hoài niệm nửa đời đã qua
Lả lướt câu chữ, nhấc bút viết từ đầu tiên cho tân khúc.)
Trong Túy Linh Lung, Lưu Thi Thi  vào vai Phượng Khanh Trần - thánh nữ của Vu tộc và là đệ tử của Tịch Tà trưởng lão (Hàn Đống), trong kỳ sát hạch Vu nữ chấp sự đã cứu mạng tứ hoàng tử Nguyên Lăng của nước Ngụy do Trần Vỹ Đình thủ vai. Có tình yêu bi thương, đầy cách trở với anh. Nhờ sự giúp sức của Vu tộc, Nguyên Lăng lên làm vua và muốn lập Khanh Trần làm hoàng hậu mặc cho sự phản đối của triều thần vì Khanh Trần lúc này là Thánh nữ 100 năm mới xuất hiện một lần của Vu tộc.
Theo truyền thuyết, Vu tộc trăm năm nắm giữ cửu chuyển linh lung trận với chín viên đá thần có khả năng xoay chuyển càn khôn, thay đổi quá khứ và tương lai, và nếu âm tinh của Thánh nữ và dương tinh của hoàng đế cạnh bên nhau thì hoàng vị sẽ đổi chủ. Từ Hải Kiều vào vai thất hoàng tử Nguyên Trạm, lợi dụng tiên đoán về song tinh hội tụ của Vu tộc cùng sự phò tá của Ám Vu (một nhánh khác và đối đầu với Vu tộc) nhằm đoạt vị trong ngày đại hôn giữa Nguyên Lăng và Khanh Trần. Để bảo vệ Nguyên Lăng và Vu tộc, Khanh Trần thi triển trận pháp cửu chuyển linh lung quay ngược về quá khứ.
Khanh Trần vì đã đi qua thời không khác nếu muốn giữ tính mạng phải tìm được Cửu châu thạch đã bị thất lạc khắp nơi. Khanh Trần dần phát hiện ra mình biến mất khỏi kí ức của mọi người ở đây, kể cả Nguyên Lăng, nhưng duyên phận vẫn cứ kéo hai người về phía nhau. Trong thời không này thì Vu tộc bị hoàng thất truy đuổi để sát hại vì bị hiểu lầm giết chết hoàng hậu, bị nghi ngờ mưu phản. Khanh Trần tìm kiếm và giúp đỡ các Vu nữ khác, trên đoạn đường đã gặp lại Nguyên Lăng, biết anh đang bị thương nên một lần nữa cứu giúp anh. Từ đó cô dần dần sa vào cuộc tranh chấp quyền lực giữa các hoàng tử và lấy được tình cảm của thất hoàng tử Nguyên Trạm. Trong cuộc chiến giành quyền lực, ai sẽ là người chiến thắng cuối cùng? Nguyên Lăng và Khanh Trần có thể được bên nhau?

## Diễn viên

### Chính
- Lưu Thi Thi vai Phượng Khanh Trần
- Trần Vỹ Đình vai Nguyên Lăng (Tứ hoàng tử)
- Từ Hải Kiều vai Nguyên Trạm (Thất hoàng tử)

### Phụ

#### Hoàng tộc Tây Ngụy
- Lưu Dịch Quân vai Nguyên An (Thiên đế, Hoàng đế Tây Ngụy)
- Tăng Lê vai Liên quý phi
- Phương Hiểu Ly vai Ân quý phi
- Cao Nhất Thanh vai Nguyên Hạo (hoàng thái tử Tây Ngụy)
- Lý Trình Viện vai Cận Huệ (Trạm vương Trắc phi)
- Quý Thần vai Nguyên Tế (tam hoàng tử)
- Vương Nhược Lân vai Nguyên Tịch (ngũ hoàng tử)
- Trương Hách vai Nguyên Minh (cửu hoàng tử)
- Cung Tuấn vai Nguyên Triệt (thập nhất hoàng tử)
- Trịnh Nghiệp Thành vai Linh Lung sứ (ở trong Linh Lung trận)
- Từ Gia Vỹ vai Nguyên Ly (thập nhị hoàng tử,Linh Lung sứ)

#### Vu tộc
- Hàn Tuyết vai Đào Yểu (trưởng lão Vu tộc)
- Hàn Đống vai Tích Tà  (trưởng lão Vu tộc)
- Thang Tinh Mị vai Vũ Sính Đình
- Trương Cung vai Mạc Bất Bình
- Mã Xuân Thụy vai Minh Yểm
- Mã Nguyệt vai Bích Dao

#### Khác
- Hoàng Mộng Oánh vai Đóa Hà
- Lưu Dĩnh Luân vai Phượng Loan Phi
- Mao Phương Viên vai Tiêu Tục (Nam Lương vương gia)
- Dương Đào Nghệ vai Lý Lâm

## Sản xuất
Bộ phim được sản xuất bởi đội ngũ đạo diễn đằng sau bộ phim truyền hình nổi tiếng năm 2015 - Hoa Thiên Cốt. Nhà sản xuất Đường Lệ Quân, đạo diễn Lâm Ngọc Phân và nhà biên kịch Nhiêu Tuấn. Bao gồm Trương Thúc Bình, người đã được đề cử giải Kim Mã cho thiết kế trang phục xuất sắc nhất với bộ phim Nhất Đại Tông Sư, nhà thiết kế trang phục Phương Tư Triết (Tru tiên: Thanh vân chí). Giám đốc nghệ thuật Trần Hạo Trung (Ngọa Hổ Tàng Long, Huyết Yến) và chỉ đạo võ thuật Tào Hoa, là những người thường xuyên làm việc với đạo diễn Trương Nghệ Mưu.
Chính thức khởi máy vào ngày 24 tháng 10 năm 2016, chính thức đóng máy vào ngày 20 tháng 3 năm 2017. Trailer đầu tiên được ra mắt vào ngày 15 tháng 5.
Ban đầu bộ phim dự kiến lên kế hoạch phát sóng vào ngày 6 tháng 7 năm 2017. Nhưng vào tháng 5, ngày phát sóng đã đổi thành ngày 13 tháng 7.

## Nhạc phim
| Túy Linh Lung - Nhạc phim (醉玲珑 - 电视剧原声音乐大碟) | Túy Linh Lung - Nhạc phim (醉玲珑 - 电视剧原声音乐大碟) | Túy Linh Lung - Nhạc phim (醉玲珑 - 电视剧原声音乐大碟) | Túy Linh Lung - Nhạc phim (醉玲珑 - 电视剧原声音乐大碟) |
| STT                                                     | Nhan đề                                                 | Phổ nhạc                                                | Thời lượng                                              |
| ------------------------------------------------------- | ------------------------------------------------------- | ------------------------------------------------------- | ------------------------------------------------------- |
| 1.                                                      | "Linh Lung (玲珑)" (Bài hát kết thúc)                   | Trương Lương Dĩnh                                       | 04:50                                                   |
| 2.                                                      | "Vì Nàng (因你)" (Bài hát chủ đề)                       | Trần Vỹ Đình                                            | 03:53                                                   |
| 3.                                                      | "Lệ Thương (泪伤)" (Bài hát mở đầu)                     | Tín (Shin)                                              | 03:11                                                   |
| 4.                                                      | "Nàng Là Vương Quốc Của Ta (你是我的王国)"              | Mao Phương Viên                                         | 04:37                                                   |
| 5.                                                      | "Tình Trống Vắng (空情)"                                | Hàn Tuyết & Hàn Đống                                    | 03:32                                                   |
| 6.                                                      | "Chi Bằng Cười Trở Lại (不如笑归去)"                    | Châu Truyền Hùng                                        | 04:11                                                   |
| 7.                                                      | "Say Giữa Hồng Trần (醉里红尘)"                         | Lưu Tích Quân                                           | 04:18                                                   |
| 8.                                                      | "Mưa Gió Rì Rào (风雨萧瑟)"                             | Từ Lương                                                | 03:56                                                   |
| 9.                                                      | "Không Bằng Gặp Nhau (不若相见)"                        | Cao Nhất Thanh                                          | 04:20                                                   |
| 10.                                                     | "Chàng Có Biết (你可知道)"                              | Hoàng Linh                                              | 03:48                                                   |
| 11.                                                     | "Tru Tâm Lệ (洙心泪)"                                   | Ức Khả Duy                                              | 04:06                                                   |